# Belvidere (Nebraska)
Belvidere – wieś w Stanach Zjednoczonych, w stanie Nebraska, w hrabstwie Thayer.